# Ida Marie Bille
Ida Marie Bille, født komtesse Bille-Brahe (2. august 1822 på Hvedholm – 7. marts 1902 i København) var en dansk adelsdame.
Hun var datter af grev Preben Bille-Brahe og hustru Johanne Caroline Wilhelmine f. Falbe (1789-1823) og søster til amtmand Johan Christian Bille-Brahe.
Bille-Brahe var overhofmesterinde hos H.M. Dronningen fra 1864 til 1876 og beneficeret med en pensionsplads i Vallø Stift.
Hun blev gift 11. marts 1844 med diplomaten Christian Høyer Bille.
- Portræt fra 1854 af August Schiøtt
- Portræt fra 1840'erne af N.P. Holbech